# Euphalerus propinquus
Euphalerus propinquus är en insektsart som beskrevs av Crawford 1914. Euphalerus propinquus ingår i släktet Euphalerus och familjen rundbladloppor. Inga underarter finns listade i Catalogue of Life.